# موس پرشاخ
موس پرشاخ (نام علمی: Cervalces) نام یک سرده از تیره گوزنان است.